# Gemo (sockenhuvudort i Kina, Sichuan Sheng, lat 33,00, long 101,61)
Gemo (kinesiska: 各莫, 各莫乡) är en sockenhuvudort i Kina. Den ligger i provinsen Sichuan, i den sydvästra delen av landet, omkring 350 kilometer nordväst om provinshuvudstaden Chengdu. Antalet invånare är 3 065. Befolkningen består av 1 567 kvinnor och 1 498 män. Barn under 15 år utgör 29,0 %, vuxna 15-64 år 62 %, och äldre över 65 år 8,0 %.
Runt Gemo är det mycket glesbefolkat, med 6 invånare per kvadratkilometer. Närmaste större samhälle är Wa'erma, 13,6 km sydost om Gemo. Trakten runt Gemo består i huvudsak av gräsmarker.
Genomsnittlig årsnederbörd är 967 millimeter. Den regnigaste månaden är juli, med i genomsnitt 213 mm nederbörd, och den torraste är december, med 4 mm nederbörd.